# 福田裕子 (脚本家)
福田 裕子（ふくだ ひろこ、8月1日 - ）は、日本の脚本家。

## 来歴
光塩女子学院、慶應義塾大学環境情報学部卒業。卒業後はぴあ株式会社に就職するが、その後シナリオ・センターで学び、脚本家に転身する。
当初はテレビドラマでの脚本が多かったが、のち幅広い分野でテレビアニメの脚本を多く手がけている。

## 参加作品

### テレビアニメ
2001年
- ゴーゴー五つ子ら・ん・ど（脚本）

2003年
- わがまま☆フェアリー ミルモでポン!（脚本）
- 探偵学園Q（脚本）
- わがまま☆フェアリー ミルモでポン! ごおるでん（脚本）

2004年
- わがまま☆フェアリー ミルモでポン! わんだほう（脚本）

2005年
- わがまま☆フェアリー ミルモでポン! ちゃあみんぐ（脚本）

2006年
- きらりん☆レボリューション（脚本）

2007年
- ハヤテのごとく!（脚本）

2008年
- きらりん☆レボリューション STAGE3（シリーズ構成・脚本）
- 絶対可憐チルドレン（脚本）

2009年
- 極上!!めちゃモテ委員長（脚本）
- クロスゲーム（脚本）
- ペンギンの問題（脚本）
- けんぷファー（脚本）

2010年
- ペンギンの問題Max（脚本）
- クッキンアイドル アイ!マイ!まいん!（脚本）
- GO!GO!ムッシーヒーロー!!（シリーズ構成・脚本）

2011年
- けんぷファー für die Liebe（脚本）

2012年
- プリティーリズム・ディアマイフューチャー（脚本）

2013年
- ビーストサーガ（脚本）
- パッコロリン（脚本）
- ジュエルペット ハッピネス（脚本）

2014年
- プリパラ（脚本）
- ノラガミ（脚本）

2015年
- ジュエルペット マジカルチェンジ（脚本）
- ミカグラ学園組曲（脚本）
- おまかせ!みらくるキャット団（脚本）
- ノラガミ ARAGOTO（脚本）

2016年
- 少年アシベ GO! GO! ゴマちゃん（脚本）
- カミワザ・ワンダ（脚本・ミニアニメ「プロミンず」全話脚本）
- ふらいんぐうぃっち（脚本）

2017年
- うらら迷路帖（脚本）
- MARGINAL#4 KISSから創造るBig Bang（脚本）
- アイドルタイムプリパラ（脚本）
- レゴ フレンズ（地上波版）（脚色）
- プリプリちぃちゃん!!（脚本）

2018年
- うちのウッチョパス（シリーズ構成・脚本）
- キラッとプリ☆チャン（脚本）
- あまんちゅ！〜あどばんす〜（脚本）
- 3D彼女 リアルガール（脚本）

2019年
- 同居人はひざ、時々、頭のうえ。（脚本）
- 女子高生の無駄づかい（脚本）
- からかい上手の高木さん2（脚本）
- 通常攻撃が全体攻撃で二回攻撃のお母さんは好きですか?（脚本）
- 異世界チート魔術師（脚本）
- エッグカー（脚本）
- アサシンズプライド（脚本）

2020年
- 群れなせ!シートン学園（脚本）
- 東京ガンボ（脚本）

2021年
- iiiあいすくりん（脚本）
- 大正オトメ御伽話（シリーズ構成・脚本）
- ましろのおと（脚本）

2022年
- からかい上手の高木さん3（脚本）
- 勇者、辞めます（脚本）
- 新米錬金術師の店舗経営（脚本）

2023年
- ツンデレ悪役令嬢リーゼロッテと実況の遠藤くんと解説の小林さん（脚本）
- 経験済みなキミと、経験ゼロなオレが、お付き合いする話。（シリーズ構成・脚本）
- ミギとダリ（脚本）
- ポーション頼みで生き延びます!（脚本）

2024年
- ぷにるんず ぷに2（脚本）

2025年
- サラリーマンが異世界に行ったら四天王になった話（シリーズ構成・脚本）
- 地獄先生ぬ〜べ〜 (2025)（脚本）

### 劇場アニメ
2018年
- 劇場版 プリパラ&キラッとプリ☆チャン 〜きらきらメモリアルライブ〜（脚本）

2022年
- 劇場版 からかい上手の高木さん（構成・脚本）

2023年
- i☆Ris the Movie - Full Energy!! -（脚本）

### OVA
2011年
- 姫ギャル♥パラダイス（脚本）
- オレ様キングダム（脚本）
- ショコラの魔法（脚本）

2014年
- ノラガミ（OAD）（全話脚本）

### Webアニメ
2017年
- みどりのくにのおともだち こえだちゃん（シリーズ構成・脚本）

2022年
- アイドルランドプリパラ（脚本）
- ロマンティック・キラー（脚本）

### テレビドラマ
2001年
- たのしい幼稚園（脚本）
- OLポリス（脚本）

2002年
- 探偵家族（脚本）
- ケータイ刑事 銭形愛（脚本）

2003年
- またのお越しを（脚本）
- 恋する日曜日（ファーストシリーズ）（脚本）

2004年
- 大好き!五つ子6（脚本）
- ケータイ刑事 銭形泪（脚本）
- ケータイ刑事 銭形零（脚本）

2005年
- 大好き!五つ子Go!!（脚本）
- ふしぎ探偵キャラ&メル（脚本）

2007年
- 母親失格（脚本）

2008年
- 安宅家の人々（脚本）

2012年
- 七人の敵がいる! 〜ママたちのPTA奮闘記〜（脚本）

2022年
- さんすうレスキュー!（脚本）

### ミュージカル・イベント
- ふしぎ探偵キャラ&メル（2005年、脚本）
- マリア様がみてる 私立リリアン女学園卒業イベント（2015年）
- パッコロリン ミニステージショー「パッコロリンおんがくたい♪」（2015年）
- NonSugar スペシャルイベント「約束のてへペロピタですわ！」 byプリパラ（2021年、朗読劇脚本[7]）
- DressingPafé スペシャルイベント「Dressing Ready Show!!」 by プリパラ（2022年、昼の部朗読劇脚本[8]）
- アイドルランドプリパラ「ゆいのユメユメバーチャルライブ～アイドルだらけのビーチファイト延長戦！～」（2023年）[9]

### 作詞
- おひさまの唄（2012年、『七人の敵がいる! 〜ママたちのPTA奮闘記〜』劇中歌）
- ハイ！ハイ！ハッピー！（2015年、『パッコロリン』劇中歌）
- サンバ de ワンダ（2016年、『カミワザ・ワンダ』エンディングテーマ）
- カミワザプロミンず（2016年、『カミワザ・ワンダ』挿入歌）
- キラキラ☆フレンズ（2017年、『レゴ フレンズ（地上波版）』主題歌）

### 小説
- ちび☆デビ!〜まおちゃんとちびザウルスと氷の王国〜（2014年、小学館ジュニア文庫、ISBN 978-4-09-230770-4)
- オオカミ少年 こひつじ少女 わくわく♪どうぶつワンだーらんど!（2014年、小学館ジュニア文庫、ISBN 978-4-09-230763-6）
- プリパラ（2015年、ちゃおノベルズ、ISBN 978-4-09-289575-1）
- おまかせ!みらくるキャット団〜マミタス、みらくるするのナー〜（2015年、小学館ジュニア文庫、ISBN 978-4-09-230831-2）
- ないしょのM組 あかりと放課後の魔女（2018年、角川つばさ文庫、ISBN 978-4-04-631756-8）
- ないしょのM組 あかりの大事な宝物（2018年、角川つばさ文庫、ISBN 978-4-04-631820-6）
- 枕草子 平安女子のキラキラノート（2020年、角川つばさ文庫、ISBN 978-4-04-631965-4） - 作：清少納言
- もう、子どもじゃない？ はじめてのなやみ、はじめての恋（2022年、角川つばさ文庫、ISBN 978-4-04-632093-3） - 監修：高橋幸子

### 漫画
- 舞星 MyStar 〜舞いし星は歌う華なり〜（2017年、原作・構成[10]）